# Нойя, Константино
Константи́но Но́йя (исп. Constantino Noya, дата рождения неизвестна — дата смерти неизвестна, Боливия) — боливийский футболист, полузащитник, участник чемпионата мира 1930 года.

## Карьера

### Клубная
Константино Нойя играл за клуб «Оруро Ройяль».

### В сборной
Был в заявке на чемпионат мира 1930 года, однако на поле не выходил. Также не принимал участия и в других матчах сборной.